# MI3
 MI3  — аббревиатура от англ. Military Intelligence Section 3 (Военная разведка, Секция 3), — подразделение Директората военной разведки Великобритании, созданное во время Первой мировой войны, основной функцией которого была обработка географической информации.

## Организационная структура
Во время Первой мировой войны MI3 включало в себя следующие подразделения:
- MI3a: Франция, Бельгия, Люксембург, Марокко.
- MI3b: Австро-Венгрия и Швейцария.
- MI3c: Германия.
- MI3d: Голландия, Норвегия, Швеция и Дания.
- MI3e: Военные переводы.

После Первой мировой войны было перепрофилировано на разведывательную деятельность на территории Европы, включая позже, с лета 1941 года, Прибалтику, СССР и Скандинавию. Возглавлял MI3 майор Дэвид Тэлбот Райс. Он рекомендовал больше не поддерживать четников, а перейти к поддержке югославских партизан. В 1945 году функции MI3 были переданы Секретной разведывательной службе.